# پال ریختر
پال ریختر (آلمانی: Paul Richter؛ ‏ ۱ آوریل ۱۸۸۷ – ۳۰ دسامبر ۱۹۶۱) یک هنرپیشه اهل اتریش بود.
از فیلم‌های او می‌توان به شهر یک هزار خوشی اشاره کرد.